# Landzmierz (gromada)
Landzmierz (planowana lecz nie zimplementowana nazwa: Biadaczów) – dawna gromada, czyli najmniejsza jednostka podziału terytorialnego Polskiej Rzeczypospolitej Ludowej w latach 1954–1972.
Gromady, z gromadzkimi radami narodowymi (GRN) jako organami władzy najniższego stopnia na wsi, funkcjonowały od reformy reorganizującej administrację wiejską przeprowadzonej jesienią 1954 do momentu ich zniesienia z dniem 1 stycznia 1973, tym samym wypierając organizację gminną w latach 1954–1972.
Gromadę Landzmierz z siedzibą GRN w Landzmierzu utworzono – jako jedną z 8759 gromad na obszarze Polski – w powiecie kozielskim w woj. opolskim, na mocy uchwały nr VII/22/54 WRN w Opolu z dnia 4 października 1954. W skład jednostki weszły obszary dotychczasowych gromad Landzmierz ze zniesionej gminy Cisek i Kobylice ze zniesionej gminy Reńska Wieś w tymże powiecie. Dla gromady ustalono 14 członków gromadzkiej rady narodowej. Gromada powstała w miejsce planowanej gromady Biadaczów z siedzibą w Biadaczowie (obecnie jest to przysiółek Landzmierza).
Gromadę zniesiono 31 grudnia 1959, a jej obszar włączono do gromady Cisek w tymże powiecie.